# Gerret Korsemann

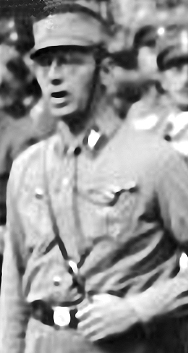
Gerret Korsemann 1931 in SA-Uniform anlässlich der Gründung der Harzburger Front

Gerret Korsemann (* 8. Juni 1895 in Nebel (Amrum); † 16. Juli 1958 in München) war ein deutscher SS-Gruppenführer und Generalleutnant der Polizei. Er war während des Zweiten Weltkriegs unter anderem als SS- und Polizeiführer in der besetzten Sowjetunion tätig.

## Leben
Korsemann nahm am Ersten Weltkrieg teil, wo er 1914 das Eiserne Kreuz I. und II. Klasse und 1918 das Verwundetenabzeichen in Schwarz erhielt. Nach Kriegsende gehörte er dem Freikorps „Grodno“ an. Von 1921 bis 1923 hielt er sich im Baltikum auf. Seine Heirat mit einer Dänin erfolgte 1922, aus der Ehe gingen zwei Kinder hervor. Von 1923 bis 1926 hielt sich Korsemann im Baltikum auf. Zum 26. November 1926 trat er der NSDAP (Mitgliedsnummer 47.735) und im selben Monat der SA bei. Dort bekleidete er höhere Funktionen, seit 1933 als SA-Gruppenführer und der Leiter der SA-Gruppe Niedersachsen.
Danach war er im Polizeidienst, wo er ab 1937 als Hauptmann der Schutzpolizei im Reichsministerium des Innern in Berlin war. 1938 wurde er Major und 1939 Oberstleutnant der Polizei. Ende Januar 1939 wechselte er zur SS (SS-Nummer 314.170) und wurde durch Dienstgradangleichung SS-Oberführer.
Nach Ausbruch des Zweiten Weltkrieges war er 1940 Kommandeur der Ordnungspolizei in Lublin im deutsch besetzten Polen. Im August 1941 wurde er SS-Brigadeführer sowie Generalmajor der Polizei und wurde in der Sowjetunion eingesetzt als Höherer SS- und Polizeiführer (HSSPF) zur besonderen Verwendung (ab 1. September 1941, vorgesehen für den Kaukasus). 1941 war er an der Organisation der Massenerschießungen von 17.000 Juden in Rowno maßgeblich beteiligt, wo er vom 1. August 1941 bis zum 1. Januar 1942 SS- und Polizeiführer (SSPF) war. Anfang 1942 war er verantwortlich für die Ermordung von rund 12.000 Juden aus Charkow. Vermutet wird zudem, dass er an der Ermordung von über 33.000 Kiewer Juden in Babyn Jar beteiligt war (29. und 30. September 1941). Im Juli 1942 wurde er SS-Gruppenführer und Generalleutnant der Polizei. Ab Mitte 1942 war er SSPF des Kaukasus (SSPF „Rostow-Awdejewka“). Nach dem Rückzug aus dem Kaukasus war er vom 24. März bis zum 5. Juli 1943 stellvertretender HSSPF für Russland-Mitte in Mogilew. Gleichzeitig kamen im Sommer 1943 innerhalb der SS Vorwürfe gegen ihn auf, er hätte sich beim Rückzug aus dem Kaukasus feige verhalten. Korsemann schrieb an seinen Vorgesetzten, Generalfeldmarschall Ewald von Kleist, um ein Entlastungsschreiben zu erbitten. Dass sich ein höherer SS-Offizier zur Entlastung an einen Wehrmachtsgeneral wandte, erregte Heinrich Himmler so sehr, dass er Korsemann degradierte und zur Waffen-SS „strafversetzte“. Ab Januar 1944 bis Kriegsende war er als Hauptsturmführer der Waffen-SS im Fronteinsatz. Er führte eine Kompanie der 3. SS-Panzerdivision „Totenkopf“.
Nach dem Krieg wurde er an Polen ausgeliefert, vor einem polnischen Gericht angeklagt und 1947 zu 18 Monaten Haft verurteilt. 1949 wurde er aus der Haft entlassen und lebte unbehelligt in der Bundesrepublik Deutschland.